# 福島市立吾妻中学校
福島市立吾妻中学校（ふくしましりつ あづま ちゅうがっこう）は、福島県福島市にある公立中学校である。

## 概要
福島市西部、吾妻地区西部周辺を通学区域とし、地区の中心市街地である町庭坂に位置する。2020年5月1日現在、10学級219名の児童が在籍する。校章はアヅマシャクナゲをモチーフに作られた。

## 沿革
- 1971年
  - 4月1日 - 福島市立大庭中学校、水保中学校が廃止、統合され、福島市立吾妻中学校として創立する。

## 教育方針
教育目標
- 自立と敬愛
  - 学習に全力をつくす生徒
  - たしかな行動のできる生徒
  - たくましい体を鍛える生徒」

## 学校行事
| - 4月 - 5月 - 6月 | - 7月 - 8月 - 9月 | - 10月 - 11月 - 12月 | - 1月 - 2月 - 3月 |

## 通学区域[2]
- 吾妻地区
  - 町庭坂
  - 李平
  - 在庭坂
  - 二子塚
  - 土船
  - 庄野
  - 桜本

## 進学前小学校[3]
- 福島市立庭坂小学校
- 福島市立庭塚小学校
- 福島市立水保小学校

## 学区内の主な施設
- 福島県道5号上名倉飯坂伊達線
- 福島県道70号福島吾妻裏磐梯線
- JR東日本奥羽本線庭坂駅
- 庭坂郵便局
- 高湯温泉
- 吾妻山
  - 浄土平
  - 吾妻小富士

## 交通
- JR東日本庭坂駅より徒歩約20分。
- JR東日本福島駅より福島交通路線バス庭坂・志田行乗車、庭塚入口下車徒歩約10分[4]。